# Carrollton (Missouri)
Carrollton és una població dels Estats Units a l'estat de Missouri. Segons el cens del 2000 tenia 4.122 habitants.

## Demografia
Segons el cens del 2000, Carrollton tenia 4.122 habitants, 1.716 habitatges, i 1.074 famílies. La densitat de població era de 373,6 habitants per km².
Dels 1.716 habitatges en un 28,7% hi vivien nens de menys de 18 anys, en un 47,3% hi vivien parelles casades, en un 11,7% dones solteres, i en un 37,4% no eren unitats familiars. En el 34% dels habitatges hi vivien persones soles el 19,1% de les quals corresponia a persones de 65 anys o més que vivien soles. El nombre mitjà de persones vivint en cada habitatge era de 2,29 i el nombre mitjà de persones que vivien en cada família era de 2,92.
Per edats la població es repartia de la següent manera: un 24,2% tenia menys de 18 anys, un 8,3% entre 18 i 24, un 23,3% entre 25 i 44, un 21% de 45 a 60 i un 23,1% 65 anys o més.
L'edat mediana era de 40 anys. Per cada 100 dones de 18 o més anys hi havia 79,2 homes.
La renda mediana per habitatge era de 27.161 $ i la renda mediana per família de 35.933 $. Els homes tenien una renda mediana de 26.445 $ mentre que les dones 14.868 $. La renda per capita de la població era de 15.295 $. Entorn del 12,4% de les famílies i el 16,1% de la població estaven per davall del llindar de pobresa.

## Poblacions més properes
El següent diagrama mostra les poblacions més properes.